# Sapajus macrocephalus
A Sapajus macrocephalus az emlősök (Mammalia) osztályának főemlősök (Primates) rendjébe, ezen belül a csuklyásmajomfélék (Cebidae) családjába és a csuklyásmajomformák (Cebinae) alcsaládjába tartozó faj.

## Előfordulása
A Sapajus macrocephalus előfordulási területe Dél-Amerika. A következő országokban található meg: Bolívia, Brazília, Kolumbia, Ecuador és Peru.
Mivel igen hasonlít az Apella csuklyásmajomra (Sapajus apella), korábban úgy vélték, hogy ennek az egyik alfaja, Sapajus apella macrocephalus név alatt. Habár manapság a legtöbben elfogadják önálló fajnak, egyesek még mindig alfajnak tekintik.

### Fordítás
- Ez a szócikk részben vagy egészben  a   Large-headed capuchin című angol Wikipédia-szócikk ezen változatának fordításán alapul.  Az eredeti cikk szerkesztőit annak laptörténete sorolja fel. Ez a jelzés csupán a megfogalmazás eredetét és a szerzői jogokat jelzi, nem szolgál a cikkben szereplő információk forrásmegjelöléseként.